# Pecluma macedoi
Pecluma macedoi är en stensöteväxtart som först beskrevs av Alexander Curt Brade, och fick sitt nu gällande namn av M. Kessler och A. R. Sm. Pecluma macedoi ingår i släktet Pecluma och familjen Polypodiaceae. Inga underarter finns listade.